# ماتانزاس
ماتانزاس (به اسپانیایی: Matanzas) یک شهر در کوبا است که در استان ماتانزاس واقع شده‌است.

## خصوصیات
ماتانساس ۳۱۷ کیلومترمربع مساحت و ۱۴۵٬۲۴۶ نفر جمعیت دارد و ۲۰ متر بالاتر از سطح دریا واقع شده‌است.

## خواهرخوانده
شهرهای کولنیو، کامپچه٬ کامپچه، پیتسبرگ، پنسیلوانیا، آلیکانته و لئون (اسپانیا) خواهرخوانده‌های ماتانساس هستند.